# Hrabstwo Russell (Alabama)

Piramida wieku hrabstwa

Russell – hrabstwo w stanie Alabama w USA. Populacja liczy 52 947 mieszkańców (stan według spisu z 2010 roku). Stolicą hrabstwa jest Phenix City.
Powierzchnia hrabstwa to 1677 km² (w tym 16 km² stanowią wody). Gęstość zaludnienia wynosi 31,8 osoby/km². 

## Miejscowości
- Phenix City
- Hurtsboro
- Ladonia (CDP)